# Yang Chen (zapaśniczka)
Yang Chen (chiń. 杨晨; ur. 14 lutego 1988) – chińska zapaśniczka w stylu wolnym. Zajęła ósme miejsce w mistrzostwach świata w 2012. Srebrny medal na mistrzostwach Azji w 2011. Siódma w Pucharze Świata w 2012 roku.